# Vkhutemas

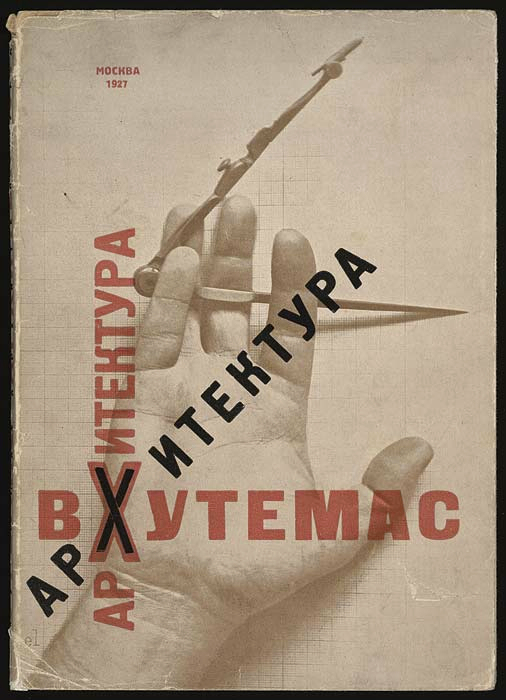
Capa do catálogo de trabalhos da Vkhutemas, da autoria de El Lissitzky, 1927

Vkhutemas (em russo:  Вхутемас, acrónimo para Высшие художественно-технические мастерские, transl. Vysshiye Khudojestvenno-Tekhnicheskiye Masterskiye; em português:  Oficinas Superiores de Arte e Técnica) foi uma escola artística e tecnológica estatal russa fundada em 1920 em Moscovo, sucedendo à Svomas. A instituição foi estabelecida por decreto de Vladimir Lenin com a finalidade de, nas palavras do governo Soviético, "preparar artistas com a mais alta qualificação para a indústria, e construtores e gestores para o ensino técnico-profissional." O corpo da escola era composto por 100 membros e frequentada por 2 500 alunos. A Vkhutemas formou-se através da fusão de duas escolas existentes: a Escola de Pintura, Escultura e Arquitetura de Moscovo e a Escola Stroganov de Artes Aplicadas. A instituição possuía as faculdades de artes e de indústria: a faculdade de artes leccionava cursos em artes gráficas, escultura e arquitetura, enquanto a faculdade de indústria leccionava cursos em impressão, têxtil, cerâmica, marcenaria e trabalho em metal. Foi um centro para três dos maiores movimentos artísticos da vanguarda russa na arte e arquitetura: construtivismo, racionalismo e suprematismo. Nas oficinas, alunos e professores transformavam posturas em arte e realidade através do uso de geometria precisa com ênfase no espaço, naquela que foi uma das maiores revoluções na história da arte. Em 1926 a escola foi reorganizada em função de um novo reitor e o nome seria alterado para "Instituto", ou Vkhutein (Вхутеин, Высший художественно-технический институт, Vkhutein, Vysshiye Khudojestvenno-Tekhnicheskii Institut). Foi extinta em 1930, face às pressões políticas externas e internas ao longo dos seus dez anos de existência. O corpo docente, estudantes e legado foram distribuídos por seis outras escolas.

## Curso elementar
Uma parte importante do novo método de ensino que foi desenvolvido na Vkhutemas foi um curso básico preliminar, obrigatório para todos os alunos independentemente da especialização futura. O curso tinha como base a combinação de disciplinas artísticas e científicas. Durante este período, eram ensinados os princípios das formas plásticas e da cor. O desenho era considerado um dos fundamentos da artes plásticas, e os estudantes investigavam as relações entre cor e forma, e os princípios da composição espacial. À semelhança do curso elementar da  Bauhaus, o qual era também obrigatório no primeiro ano de estudos, proporcionava bases teóricas e abstractas para o trabalho técnico nos estúdios. No início da década de 1920, o curso elementar consistia nos seguintes temas:
1. a influência máxima da cor (leccionado por Liubov Popova);
2. a forma através da cor (Alexander Osmerkin);
3. a cor no espaço (Aleksandra Ekster);
4. a cor no plano (Ivan Kliun);
5. construção (Alexander Rodchenko);
6. simultaneidade da forma e da cor (Aleksandr Drevin);
7. volume no espaço (Nadejda Udaltsova);
8. história da arte ocidental (Amshey Nurenberg);
9. tutoria por Wladimir Baranoff-Rossiné.[9]

## Faculdade de artes
Os principais movimentos artísticos que influenciaram o ensino na Vkhutemas foram o construtivismo e o suprematismo, embora cada professor fosse suficientemente versátil para se enquadrar em vários movimentos, ensinando frequentemente em múltiplos departamentos e trabalhando com diversos media. A figura de proa da arte suprematista, Kazimir Malevich, juntou-se ao corpo docente em 1925, embora o seu grupo Unovis, da escola de artes de Vitebsk, do qual fazia parte El Lissitzky, já tivesse organizado exposições na Vkhutemas desde 1921. Enquanto o construtivismo foi ostensivamente desenvolvido como uma forma artística gráfica e escultórica, as suas premissas são baseadas na arquitetura e construção. Esta influência impregnou a escola. A educação artística na Vkhutemas tendia a ser multidisciplinar, o que derivava da sua origem como união de uma escola de belas artes com uma escola de ofícios, contribuindo também o carácter geral do curso elementar, contínuo mesmo após a especialização e complementado por uma faculdade versátil. A escola cultivava mestres polímatas nos moldes renascentistas, muitos com realizações nos campos das artes gráficas, escultura, design industrial, e arquitetura. Os pintores e escultores realizavam frequentemente projectos relaconados com a arquitetura, tais como a Torre de Tatlin, os Architektons de Malevich, e as '"Construções espaciais" de Rodchenko. Os artistas alternavam entre departamentos, como por exemplo Rodchenko que se desdobava entre pintura e trabalho em metal. Gustav Klutsis, que coordenava uma oficina de teoria da cor, alternava entre pintura e trabalhos de escultura para quiosques e exposições.

## Faculdade de indústria
A faculdade de indústria tinha por missão preparar um novo tipo de artistas, capazes de trabalhar não apenas nas tradicionais artes plásticas e pictóricas, mas também capazes de criar todo o tipo de objectos do espaço humano, como artigos do quotidiano, estabelecimentos de trabalho, etc. O departamento industrial em Vkhutemas focava-se na criação de produtos com viabilidade económica, cuja funcionalidade tivesse lugar na sociedade. Requisições políticas orientavam os artistas para a produção oficinal, e para o desenho de produtos domésticos e industriais. Houve uma pressão muito significativa a este respeito pelo Comité Central do Partido Comunista que, em 1926, 1927 e 1928 requereu a constituição de um corpo de estudantes composto de "origem humilde e trabalhadora", e várias exigências para a presença da "classe operária". Esta pressão no sentido de economia de design resultou numa tendência para projectos de cariz utilitário e funcionais com o acessório e decorativo reduzidos ao mínimo. As mesas desenhadas por Rodchenko estavam equipadas com partes móveis mecânicas, e eram padronizadas e multi-funcionais. Os produtos desenhados na Vkhutemas nunca chegaram a eliminar o fosso entre a produção artesanal e a produção industrial em massa, embora tenham cultivado uma estética fabril – Popova, Stepanova e Tatlin chegaram mesmo a desenhar uniformes para operários. As peças de mobiliário construídas na escola exploravam as possibilidades de novos materiais industriais, como o contraplacado e o aço tubular.
Os departamentos alcançariam vários sucessos, e seriam uma influência para futuro da forma de pensar o design. Na Exposição Internacional de Artes Decorativas e Industriais Modernas de 1925, em Paris, o pavilhão Soviético de Konstantin Melnikov e o respectivo conteúdo foram alvo tanto de críticas como de aclamação pela sua arquitetura proletária e de economia de meios. Um dos alvos das críticas foi a "nudez" da estrutura, em comparação com a sumptuosidade de outros pavilhões como o da autoria de Émile-Jacques Ruhlmann. Rodchenko foi autor do desenho de um grémio operário, para o qual o Departamento de Trabalhos em Madeira e Metal (Дерметфак) contribuiu com mobiliário e que se revelaria um sucesso internacional. Os trabalhos dos estudantes obtiveram vários prémios internacionais e o pavilhão de Melkinov obteve o Grand Prix. Enquanto representantes de uma nova geração de artistas e designers, tanto o corpo docente como os alunos de Vkhutemas abriram novos horizontes para o mobiliário de autor por parte de arquitetos como Marcel Breuer e Alvar Aalto durante o século XX.

### Madeira e metal
O decano deste departamento foi Alexander Rodchenko, nomeado para o cargo em Fevereiro de 1922. Do departamento fazia também parte El Lissitzky. O âmbito do departamento foi mais alargado do que o nome sugere, debruçando-se sobre exemplos abstractos e concretos de design de produto. Num relatório enviado ao reitor em 1923, Rodchenko listou as seguintes matérias a serem abordadas: matemática avançada, geometria descritiva, teoria mecânica, física, história da arte e literacia política. Os trabalhos teóricos incluíam design gráfico e "disciplina volumétrica e espacial". A experiência prática era adquirida através de fundição, cunhagem, gravura e galvanoplastia. Aos estudantes eram também oferecidos estágios em fábricas. A abordagem de Rodchenko combinava de forma efectiva arte e tecnologia, sendo-lhe oferecido o decanato da Vkhutein em 1928, embora o tenha recusado.

### Têxteis
O departamento têxtil era orientado pela designer construtivista Varvara Stepanova. De forma similar aos restantes departamentos, era orientado por uma perspectiva utilitária, embora Stepanova incentivasse os alunos a interessar-se por moda: era-lhes dito para trazerem sempre cadernos consigo, de forma a poderem registar a estética e tecidos contemporâneos do quotidiano nas ruas da cidade. Stepanova escreveu no seu programa de 1925 que isto era feito "com o objectivo de criar métodos para o desenvolvimento de uma consciência das exigências que as novas condições sociais nos impoêm". Lyubov Popova também era membro do departamento têxtil, e em 1922, quando contratadas para a criação de tecidos para a Fábrica de Estampagens Têxteis do Estado, Popova e Stepanova estiveram entre as primeiras mulheres designers na indústria têxtil Soviética. Popova foi autora de padrões tanto de figuração temática como de geometria arquitetónica assimétrica. Antes da sua morte em 1924, Popova produziu tecidos com retículas de estampas de foices e martelos, precursores do trabalho de outros artistas durante o ambiente político do I Plano Quinquenal.

## A visita de Lenine
Vladimir Lenine foi o signatário do decreto que institucionalizou a escola, embora a sua ênfase tenha sido na arte e não no marxismo. Três meses após a inauguração, em 25 de Fevereiro de 1921, Lenine desloca-se a Vkhutemas para uma visita à filha de Inessa Armand e para um diálogo com os alunos, onde numa discussão sobre arte encontraria uma afinidade entre todos pelas ideias do futurismo.  Lenine toma também contacto com alguns modelos artísticos de vanguarda, como pinturas suprematistas, não tendo porém aprovado completamente o movimento, expressando alguma preocupação sobre a relação entre a arte dos estudantes e a política. Após a discussão, tornou-se mais receptivo e declararia, "Bom, é diferente" e "Sou um velho".
Embora Lenine não tenha sido um entusiasta de arte moderna, a escola continuou a produzir trabalhos em sua honra e em homenagem às suas políticas. O projecto final de Ivan Leonidov em Vkhutemas foi um projecto para o Instituto Lenine das Bibliotecas. O Monumento à III Internacional de Vladimir Tatin foi construído por estudantes e exibido na sua oficina em São Petersburgo. O Mausoléu de Lenine foi também desenhado pelo docente Aleksey Shchusev. O livro Construtivismo de Alexei Gan, publicado em 1922, propõe uma ligação teórica entre as estéticas artísticas emergentes e a política contemporânea, relacionando o construtivismo com a revolução e o marxismo. O decreto da fundação especifica que os estudantes deveriam obter uma "formação obrigatória em literacia política e nas bases do mundo comunista, em todos os cursos". Estes exemplos ajudam a justificar

## Comparações com a Bauhaus
O paralelismo da Vkhutemas com a Alemã Bauhaus é notório, sobretudo nos seus objectivos, âmbito e organização. Ambas as escolas foram as primeiras a formar artistas-designers de forma moderna. Ambas foram iniciativa dos estados para unificar a tradição artesanal com a tecnologia contemporânea, com um Curso Elementar que incidia sobre princípios estéticos, aulas de teoria da cor, design industrial e arquitetura. A dimensão da Vkhutemas era superior à Bauhaus, mas foi menos publicitada e é menos familiar à historiografia ocidental. Contudo, a influência da Vkhutemas foi bastante alargada, tendo a escola chegado a ter duas exposições distintas para académicos e trabalhos premiados de estudantes na Exposição de 1925 em Paris. A instituição captou ainda o interesse e visitas assíduas do director do MoMA, Alfred Barr. Com a internacionalização da arquitetura e design modernos, começaram a ser frequentes os intercâmbios entre Vkhutemas e a Bauhaus. O segundo director da Bauhaus, Hannes Meyer, tentou organizar um intercâmbio permanente entre as duas escolas, enquanto Hinnerk Scheper, da Bauhaus, colaboraria frequentemente com vários membros da escola russa no uso da cor na arquitetura. Para além disso, o livro Russia – uma arquitetura para a revolução mundial de El Lissitzky e publicado em Alemão em 1930, continha diversas ilustrações de projectos colaborativos entre ambas as escolas. Tanto a Vkhutemas como a Bauhaus floresceram num período relativamente liberal, e seriam encerradas sob pressão de regimes progressivamente totalitaristas.

## Vkhutein
Já em 1923, Rodchenko, entre outros, publicou um relatório na revista LEF que previa o encerramento da Vkhutemas. Foi uma resposta ao fracasso dos estudantes em obter um lugar na indústria e intitulado O Colapso da VKhUTEMAS: Relatório sobre a condição das oficinas artísticas e técnicas superiores, que afirmava que a escola estava "desligada das tarefas práticas e ideológicas contemporâneas". Em 1927, o nome da escola foi modificado, substituindo-se "Oficinas" por "Instituto" (Вхутеин, Высший художественно-технический институт), ou Vkhutein. Após a reorganização, o conteúdo artístico do curso elementar foi reduzido para um semestre, quando a determinada altura tinha sido de dois anos. A escola nomeou um novo reitor, Pavel Novitsky, que substituiu no cargo o pintor Vladimir Favorsky em 1926. Foi durante o seu mandato que o número de pressões políticas externas aumentou significativamente, incluindo o decreto da "classe operária", e uma série de revisões  à viabilidade do trabalho dos estudantes por parte da indústria e associações comerciais externas à escola. A escola foi extinta em 1930, e incorporada em diversas outras instituições. Uma das maiores incorporações foi com a MVTU, da qual resultaria o Instituto de Arquitetura e Construção, que se tornaria o Insituto de Arquitetura de Moscovo em 1933. Os movimentos modernistas que a Vkhutemas ajudou a construir foram rotulados pela crítica como formalismos abstractos, e seriam sucedidos historicamente pelo realismo soviético, pós-construtivismo e o estilo imperial da arquitetura estalinista.